# Шлейссинг, Георг Адам
Георг Адам Шлейссинг (нем. Georg Adam von Schleissing, также Шлеузинг (Schleusing), Шлейссингер (Schleussinger); Саксония, ок. 1660 — ?) — немецкий путешественник, литератор, автор сочинений о России.
Родился около 1660 года в Дрездене или его окрестностях. Прослушал курсы правоведения, вероятно, в Йенском университете. После окончания университета получил степень магистра юриспруденции и начал путешествовать.

## Путешествие в Россию
Шлейссинг отправился на север и через территорию Норвегии, Швеции и Финляндии прибыл в Нарву. Там он получил паспорт для проезда в Москву от губернатора барона Шперлинга по рекомендации местного купца. 20 марта 1684 года Шлейссинг выехал из Нарвы и 25 марта прибыл в Новгород. В Москву он отправился 2 апреля, куда добрался 22 апреля. По пути останавливался у одного помещика, где обучил его сыновей фехтованию на рапирах. В июне 1684 находился в составе Саксонского посольства в царский дворец и нёс герцогские грамоты. Вернулся в Саксонию не позднее 1686 года.
Шлейссинг, по своим словам, был штабс-капитаном (capitaine-lieutenant) царской службы и посещал Сибирь, однако, историки считают это маловероятным.

## Сочинения

### Анатомия изменённой Руси
В 1688 году в Циттау Шлейссинг издал своё первое сочинение — «Anatomia Russiae deformatae». Рукопись автора, послужившая для него основой, была обнаружена в Фундаментальной библиотеке в Праге и датируется 1687 годом. Впоследствии данное сочинение неоднакратно переиздавалось под другими названиями и с незначительными изменениями.
Изложение построено в форме диалога между двумя вымышленными немцами, один из которых вернулся из России и рассказывает второму о русском быте, обычаях и порядках. Он рассказывает о событиях, произошедших после смерти Фёдора Алексеевича, стрелецком восстании 1682 года, царях Иване и Петре и царевне Софье, казнях старообрядцев. Большое внимание уделено положению немцев в России.
По мнению М. А. Корфа, данное сочинение содержит множество ошибок и неточностей. Оно представляет интерес лишь в том отношении, что раскрывает предстваления иностранцев конца XVII века о России. По его оценке, «сколько всё это ни запутано, поверхностно, мелко и даже дурно изложено по языку, но нет сомнения, что новость предмета и картина России с тогдашними её событиями не могли не возбудить, при помощи заманчивого заглавия, любопытства современников Шлейссинга, которых он впервые знакомил с случившимся у нас со времён путешествия Олеария».
Согласно Л. П. Лаптевой, сведения Шлейссинга, хотя и не всегда точны, тем не менее, представляют значительный интерес для науки и содержат ценную информацию о России накануне петровских преобразований.

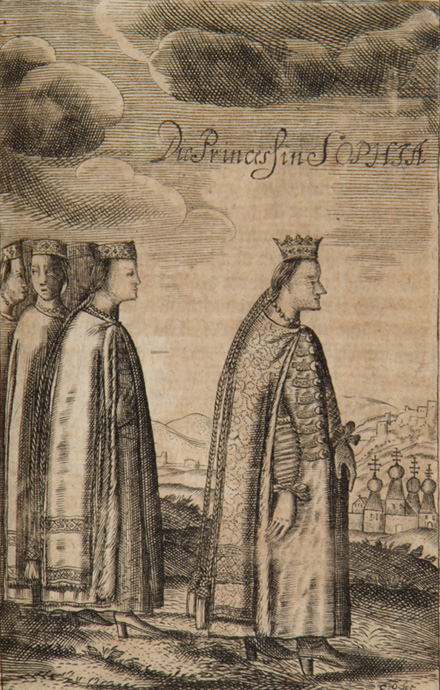
Софья Алексеевна
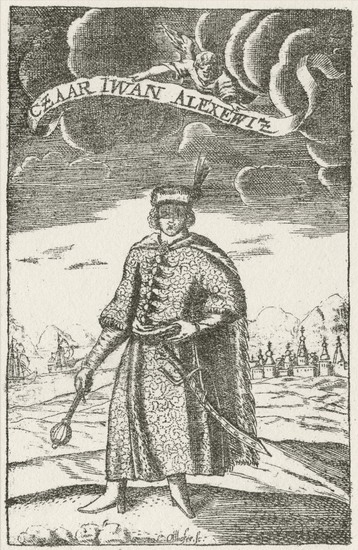
Иван Алексеевич
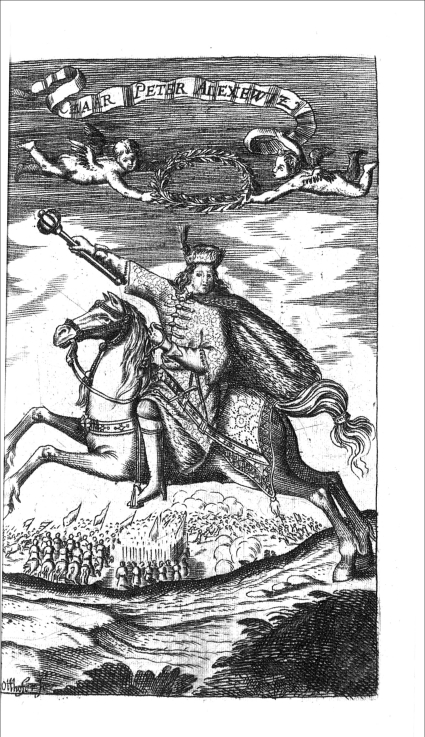
Пётр Алексеевич

### Новооткрытая Сибирь в её современном состоянии

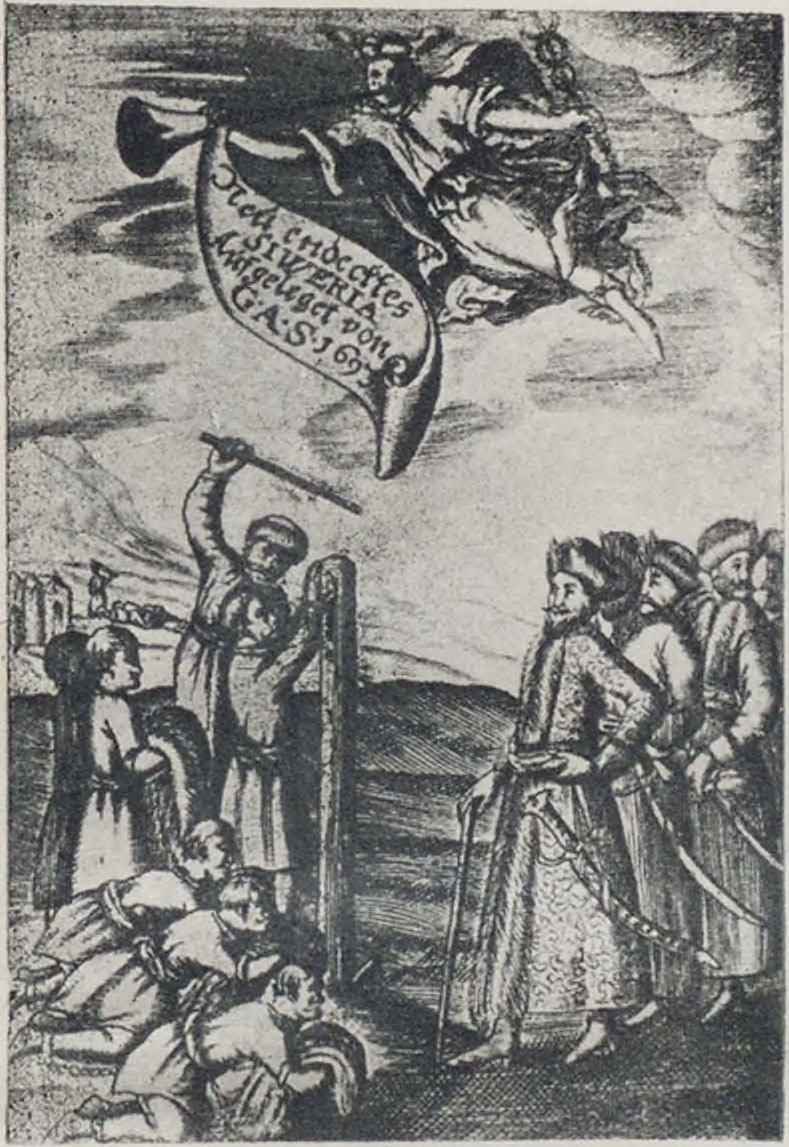
«Новооткрытая Сибирь» — титульный лист

В 1690 году увидело свет второе сочинение Шлейссинга — «Новооткрытая Сибирь в её современном состоянии с её городами и местечками» («Neuentdecktes Sybirien, oder Siewerien»). Её содержание частично дублирует первую книгу, но изложение ведётся в форме повествования, а не диалога. Несколько глав посвящены описанию Сибири, а также некоторых других регионов. Последующие переиздания включали также карту Сибири и ряд иллюстраций.
По мнению Корфа, Шлейссинг не посещал Сибирь, а вся информация об этом крае была частично основана на рассказах купцов, частично — выдумана. Карта и иллюстрации также являются плодом его воображения.
Однако, по мнению М. П. Алексеева, Корф явно недооценил сведения Шлейссинга. Алексеев отмечает, что наличие ошибок не может служить доказательством того, что Шлейссинг не посещал Сибирь, так как ошибки и неточности характерны для всех сочинений посещавших Россию иностранцев. Что же касается карты, то, как показали детальные исследования, она представляет собой копию сибирской карты П. И. Годунова, выполненную, однако, с искажением названий. По оценке Алексеева «целый ряд данных, приводимых Шлейсингом, основан на печатных книгах и не имеет интереса новизны; особенно много материала дали ему Герберштейн и Олеарий, которые цитируются несколько раз, но в действительности использованы гораздо чаще. Шлейсинг ссылается также на Одеборна и даже Марко Поло; собственные же наблюдения и соображения Шлейсинга не всегда заслуживают внимания. Не имеет ценности его книга и с литературной стороны, отличаясь неудачной планировкой материала, постоянными отступлениями, не идущими к делу; она, кроме того, написана весьма тяжёлым языком XVII века, воцарившимся в немецкой литературе после тридцатилетней войны, с чрезвычайным обилием варваризмов, особенно в глагольных формах речи, неудачными синтаксическими конструкциями и обнаруживает весьма посредственные литературные способности автора».

### Всеобщая религия русских

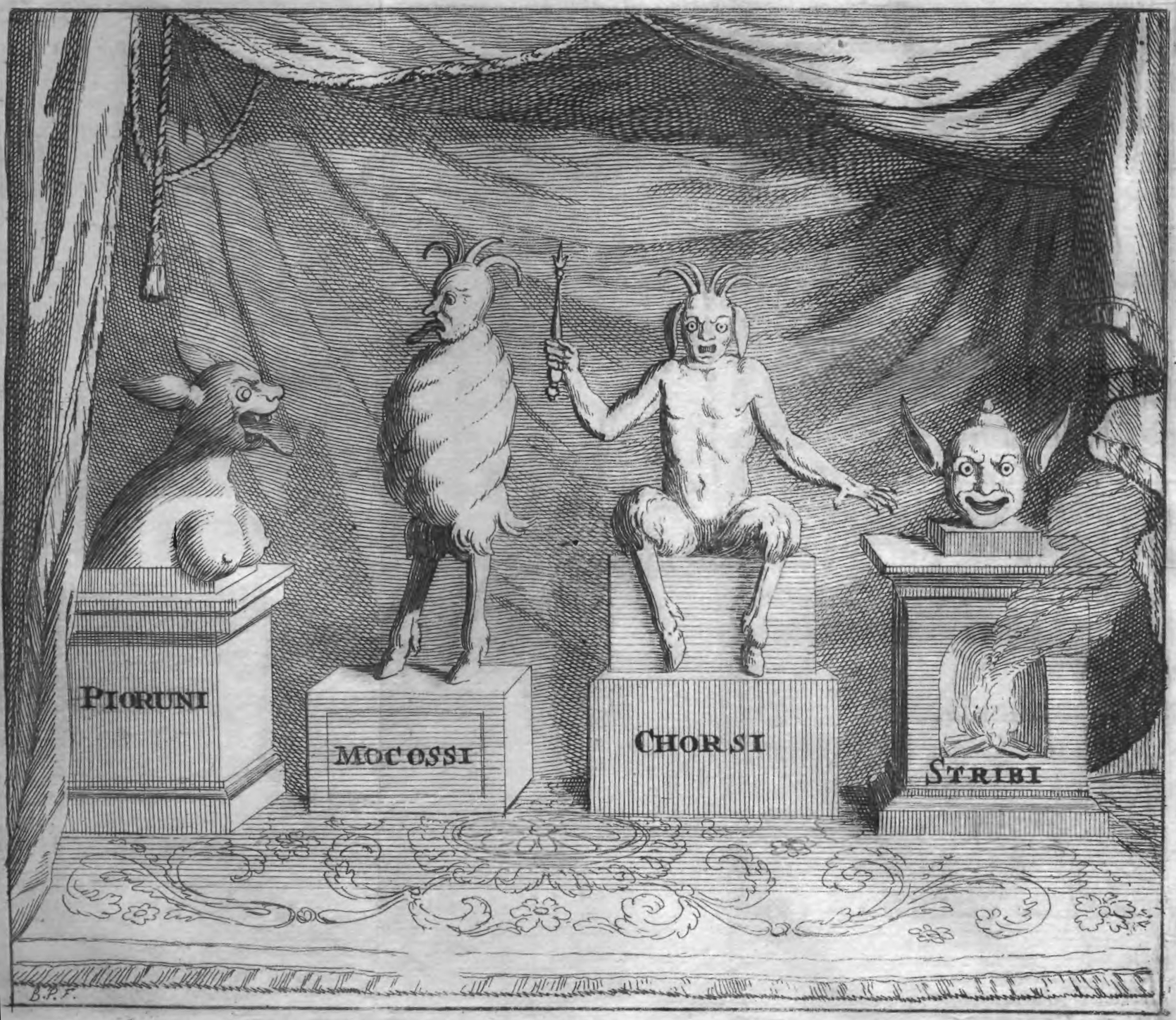
Славянский пантеон в представлении Георга Шлейссинга

Сочинение «Universa religio Moscovitica» впервые издано Шлейссингом в 1694 году под псевдонимом Феофил Вармунд (Theophilus Wahrmundus). В нём рассматривается история религии в России. По оценке Корфа, автор, «почерпавший материалы для своей книги из мутных источников, переполнил её на очень небольшое число данных более или менее основательных множеством нелепостей».
Второе издание, выпущенное в 1698 году, проиллюстрировано рядом гравюр, некоторые из которых были позаимствованы из книги Якоба Сандрара «Краткое описание Московии или России» 1688 г.
Данное сочинение неоднократно переиздавалось; в 1698 было переведено на французский и голландский языки. В 1712 французское издание было переведено обратно на немецкий автором, принявшим его за оригинальное французское сочинение. От немецкого оригинала этот перевод отличается гораздо более лучшим стилем изложения.
Сведения и иллюстрации из сочинения были использованы в английской книге «The Russian Catechism», изданной в 1723 и 1725 годах.